# Cairn.info
Pour les articles homonymes, voir Cairn (homonymie).
Cairn.info est un portail web francophone consacré aux sciences humaines et sociales, et plus récemment aux STIM et à la médecine. Il est fondé en 2005 à l'initiative de quatre maisons d’édition – Belin, De Boeck, La Découverte et Érès, auquel la Bibliothèque nationale de France s'est associée en 2006, suivis par les Presses universitaires de France (PUF) en 2014 puis le groupe Madrigall (Gallimard, Flammarion) en 2020. 
Début 2022, la plateforme Cairn-sciences a été lancée, permettant d'étendre le catalogue aux publications en sciences techniques et naturelles.

## Histoire
L'origine du projet remonte aux travaux menés par Marc Minon au sein du laboratoire Lentic de l'Université de Liège sur l'impact du numérique dans le monde de l'édition. Il décide d'appliquer les résultats de ses travaux en créant un portail de revues en sciences humaines et sociales. En mai 2005 la société Cairn est créée avec un capital de 542 000 euros partagés entre Marc Minon, son associé Jean-Baptiste de Vathaire, les maisons d'édition Belin, De Boeck, La Découverte et Érès, et des investisseurs institutionnels.
Au-delà des catalogues des éditeurs fondateurs, ce portail s'est progressivement ouvert aux catalogues de plus de cent cinquante éditeurs (privés, publics et associatifs), ce qui explique que Cairn diffuse aujourd’hui des revues issues du catalogue d'éditeurs comme Armand Colin, les Éditions de l'EHESS, des Presses de Sciences Po, de la Librairie Vrin, des éditions Lavoisier, Dalloz, Gallimard, Minuit, Le Seuil, de La Documentation française, etc. Depuis 2010, Cairn s'est par ailleurs ouvert à d'autres types de publications en sciences humaines et sociales, comme les ouvrages de recherches (ouvrages collectifs, monographies de recherche, essais, etc.), des magazines spécialisés (Sciences humaines, Alternatives économiques, etc.) ou encore des encyclopédies de poche comme les Que sais-je ? et les Repères.
En novembre 2020, Madrigall prend une participation de 10 % dans Cairn.info, soit la même participation que possèdent Humensis, De Boeck, La Découverte et Érès, le reste du capital de Cairn.info est possédé par Jean-Baptiste de Vathaire, Thomas Parisot, la BnF et un investisseur lié à l'université de Liège.

## Description du service
Pour les revues diffusées sur Cairn.info, ce sont, en règle générale, tous les articles publiés depuis le premier numéro en 2001 jusqu’au dernier numéro paru qui sont ainsi proposés en ligne, en texte intégral. Le contenu ainsi rassemblé constitue plus de 360 000 articles de revues dont 70 % sont gratuits en 2024, et plus de 20 000 ouvrages numérisés à ce jour[source secondaire nécessaire]. En moyenne, une barrière mobile (ou « période d'embargo ») est d'application durant 3 ans (durée variable selon les éditeurs de revues). 
Certaines ressources, notamment les plus anciennes, sont en accès ouvert (plus de deux tiers des articles de revues par exemple). Pour les publications les plus récentes, ces ressources sont consultables au sein des bibliothèques abonnées à la plate-forme ou peuvent être achetées et consultées à l'unité par tout internaute.

## Disciplines

### Sciences humaines et sociales
- Anthropologie
- Arts
- Économie (discipline)
- Géographie
- Sciences de gestion
- Histoire
- Sciences de l'information et de la communication
- Intérêt général
- Linguistique
- Littérature
- Philosophie
- Psychologie
- Santé publique
- Sciences de l'éducation
- Technologie
- Sciences politiques
- Sociologie
- Sociologie du sport
- Travail social

### Sciences, techniques et médecine
- Chimie
- Géosciences
- Informatique
- Ingénierie
- Logique
- Mathématiques
- Médecine
- Physique
- Sciences de l'univers
- Sciences de la vie

### Droit et Administration
- Droit - généralités
- Droit administratif
- Droit canonique
- Droit civil
- Droit commercial
- Droit comparé
- Droit constitutionnel
- Droit de l'environnement
- Droit de la propriété intellectuelle
- Droit de la santé
- Droit européen
- Droit fiscal
- Droit international
- Droit pénal
- Droit social
- Droits humains

## Revues partenaires
- A contrario
- Actes de la recherche en sciences sociales
- Actuel Marx
- Adolescence
- Africultures
- Afrique contemporaine
- Agora débats/jeunesses
- Annales de démographie historique
- Annales de géographie
- Annales. Histoire, Sciences sociales
- L'Année balzacienne
- L’Année psychanalytique internationale
- L'Année sociologique
- Archives d'histoire doctrinale et littéraire du Moyen Âge
- Archives de philosophie
- Archives de sciences sociales des religions
- L'autre
- Autrepart
- Bulletin de psychologie
- Cahiers critiques de thérapie familiale et de pratiques de réseaux
- Cahiers d'études africaines
- Cahiers de civilisation médiévale
- Les Cahiers de l'Orient
- Cahiers de psychologie clinique
- Cahiers du genre
- Cahiers du monde russe
- Cahiers internationaux de psychologie sociale
- Cahiers philosophiques
- Le Carnet Psy
- Carrefours de l'éducation
- Champ psy
- Chimères
- Cités
- La Clinique lacanienne
- Cliniques méditerranéennes
- Clio. Histoire, femmes et sociétés
- Communications
- Comptabilité-contrôle-audit
- Confluences Méditerranée
- Connexions
- Le Coq-Héron
- Critique
- Critique internationale
- Le Débat
- Devenir
- Déviance et société
- Dialogue
- Diogène
- Distances et savoirs
- Dix-Huitième Siècle
- Dix-septième siècle
- Document numérique
- Documentaliste - Sciences de l'information
- Droit et Société
- Économie & Prévision
- Économie internationale
- L'Économie politique
- Économie rurale
- Éducation et sociétés
- Éla
- Enfances et psy
- L'En-je lacanien
- Entreprises et histoire
- L'Espace géographique
- Espaces et sociétés
- Esprit
- Ethnologie française
- Études économiques de l'OCDE
- Les Études philosophiques
- Étvdes
- Études rurales
- L'Expansion Management Review
- Flux
- Formation emploi
- Genèses
- Gestion
- Géographie, économie, société
- Gradhiva
- Hérodote
- Histoire et sociétés rurales
- Histoire de l'éducation
- L'Homme
- L'Homme et la Société
- Idées économiques et sociales
- Imaginaire et inconscient
- Innovations (revue)
- Journal français de psychiatrie
- Journal de la psychanalyse de l'enfant
- Journal des psychologues
- Journal international de bioéthique
- Langage et société
- Langue française
- La Lettre de l'enfance et de l'adolescence
- Littératures classiques
- Management & Avenir
- M@n@gement
- Mil neuf cent. Revue d'histoire intellectuelle
- Médium / Cahiers de médiologie
- Mondes en développement
- Mouvements
- Mots. Les langages du politique
- Le Mouvement social
- Le Moyen Âge
- Multitudes
- Natures Sciences Sociétés
- Négociations
- Nouvelle revue de psychosociologie
- Outre-mers
- Outre-Terre
- Parlement(s) : Revue d'histoire politique
- Participations
- Pensée plurielle
- Perspectives économiques de l'OCDE
- Philosophia Scientiæ
- Philosophie
- Poétique
- Politique africaine
- Politique américaine
- Politique étrangère
- Politique européenne
- Politix. Revue des sciences sociales du politique
- Population
- Pouvoirs
- Psychanalyse
- Psychologie clinique
- Psychologie clinique et projective
- Présence africaine
- Projet
- La Psychiatrie de l’enfant
- Psychothérapies
- Psychotropes
- Quaderni
- Raisons politiques
- Recherches de science religieuse
- Reflets et perspectives de la vie économique
- Réformes économiques
- Regards croisés sur l'économie
- Réseaux
- Retraite et société
- Revue archéologique
- Revue congolaise de gestion
- Revue d'anthropologie des connaissances
- Revue d'assyriologie et d'archéologie orientale
- Revue d'économie du développement
- Revue d'économie industrielle
- Revue d'économie politique
- Revue d'économie régionale et urbaine
- Revue d'éthique et de théologie morale
- Revue de littérature comparée
- Revue de l'OFCE
- Revue de métaphysique et de morale
- Revue de philologie, de littérature et d'histoires anciennes
- Revue de psychothérapie psychanalytique de groupe
- Revue de l'histoire des religions
- Revue d'histoire moderne et contemporaine
- Revue d'histoire des sciences
- Revue d'histoire des sciences humaines
- Revue d'histoire littéraire de la France
- Revue de neuropsychologie
- Revue des sciences de gestion
- Revue du MAUSS
- Revue économique
- Revue économique de l'OCDE
- Revue européenne des migrations internationales
- Revue française d'administration publique
- Revue française des affaires sociales
- Revue française d’études américaines
- Revue française de gestion
- Revue française d'histoire des idées politiques
- Revue française de linguistique appliquée
- Revue française de pédagogie
- Revue française de psychanalyse
- Revue française de psychosomatique
- Revue française de science politique
- Revue française de socio-économie
- Revue française de sociologie
- Revue internationale de droit économique
- Revue internationale de philosophie
- Revue internationale de politique comparée
- Revue internationale de psychologie sociale
- Revue internationale de psychosociologie
- Revue internationale des sciences sociales
- Revue internationale et stratégique
- Napoleonica. La Revue" de la Fondation Napoléon
- Revue philosophique
- Revue Tiers Monde
- Rhizome
- Rue Descartes
- Santé publique
- Savoirs et clinique
- Science et motricité
- Sciences du Design
- Sciences Sociales et Santé
- Sciences sociales et sport
- Sève : Les Tribunes de la santé
- Sciences Eaux & Territoires
- Sociétés
- Sociétés contemporaines
- Sociologie (revue)
- Sociologies pratiques
- Spirale : La Grande Aventure de monsieur Bébé
- Staps
- Sud/Nord : Folies et cultures
- Le Temps des médias
- Terrain
- Terrains et travaux
- Thérapie familiale
- Topique
- Tracés
- Transversalités
- Le Travail humain
- Travailler
- Travaux de linguistique
- Vie sociale et traitements
- Vingtième siècle : Revue d'histoire
- Volume ! La Revue des musiques populaires
- XVIIe siècle

## Identité visuelle

Logo jusqu'en 2024.